# Dicamptus townesi
Dicamptus townesi là một loài tò vò trong họ Ichneumonidae.